# Küchenwaage
Eine Küchenwaage ist eine Waage zur Abmessung von Zutaten für Speisen. Sie wird z. B. zur Vorbereitung von Kuchenteig benötigt. Sie hat meist eine maximale Tragkraft von 500 g bis 10 kg und eine Genauigkeit im Bereich 1 bis 50 g.
Küchenwaagen kommen vor allem dann zum Einsatz, wenn für das Gelingen von Speisen bestimmte Zutaten wie zum Beispiel Mehl, Zucker, Speisefette in einem bestimmten Verhältnis gemischt werden müssen und ein bloßes Abschätzen nicht ausreicht.
Küchenwaagen gibt es in unterschiedlichen Konstruktionsprinzipien. Bis Mitte des 20. Jahrhunderts wurde sie vor allem als Balkenwaage (zuletzt vor allem als Laufgewichts-Balkenwaage) verwendet, später kamen vor allem billig zu produzierende Federwaagen zum Einsatz. Vor allem zum genauen Messen kleiner Mengen im Rahmen einer Diät und in der Ernährungsberatung kamen Ende des 20. Jahrhunderts vermehrt Diätwaagen als Digitalwaagen zum Einsatz.

Balkenwaage 19. Jh.
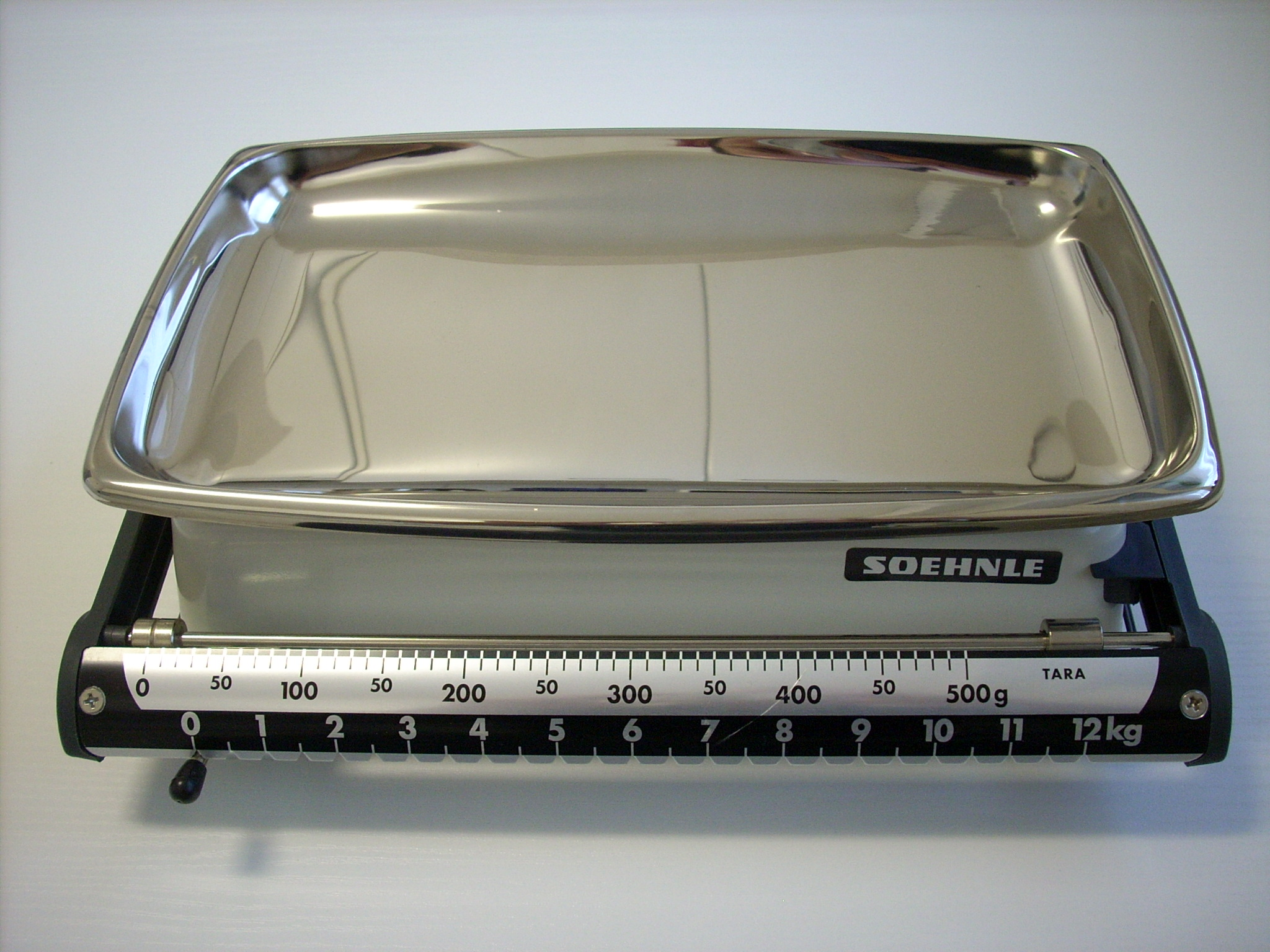
Laufgewichts-Balkenwaage
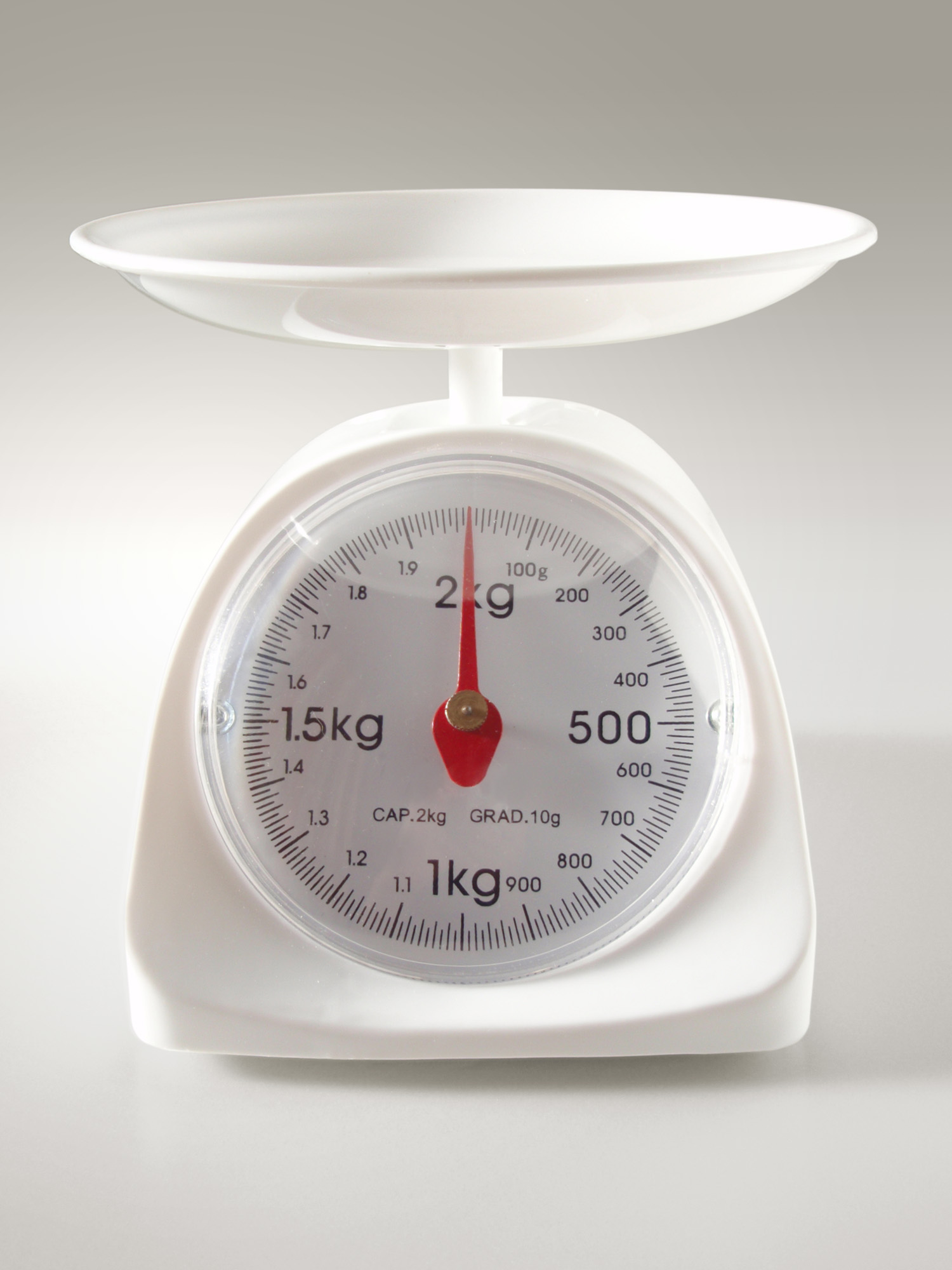
Federwaage
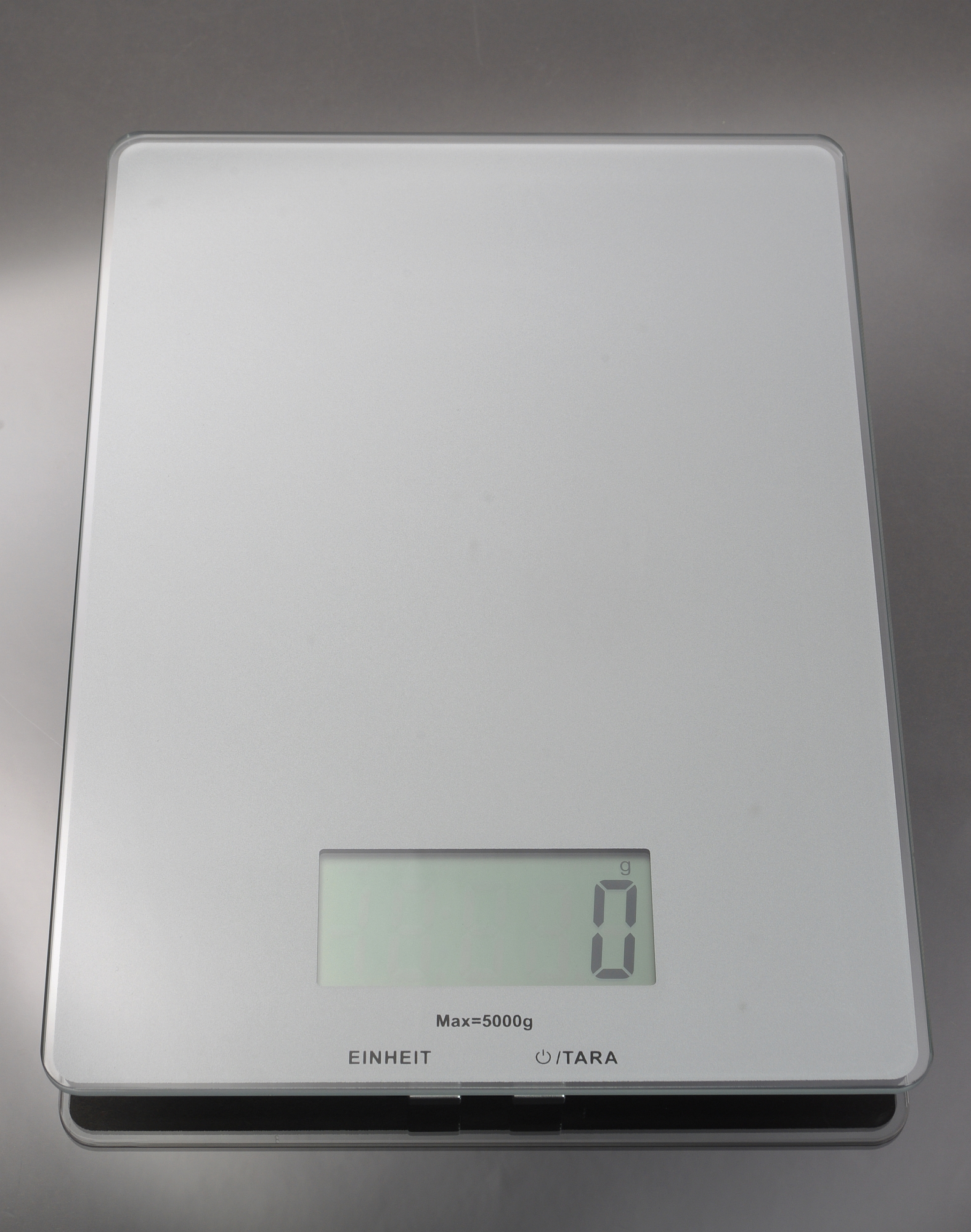
Digitale Küchenwaage

## Grenzen der Anwendung
Insbesondere bei Hefeteig kommt es auf die grammgenaue Zugabe von Backhefe an, denn bei haushaltsüblichen Teigmengen kann schon eine geringe Abweichung einen hohen prozentualen Unterschied bedeuten und sich negativ auf das Backergebnis auswirken. Bei der Zubereitung von Kaffee ist Präzision ebenso wichtig: „Werden 11 g Kaffee für eine Tasse benötigt und die Waage weicht um 2 g ab, entspricht das einer Abweichung von 18 %.“